# V-League 2020-2021 (maschile)
La V-League 2020-2021, 17ª edizione della massima serie del campionato sudcoreano di pallavolo maschile, si è svolta dal 17 ottobre 2020 al 17 aprile 2021: al torneo hanno partecipato 7 squadre di club sudcoreane e la vittoria finale è andata per la seconda volta ai Korean Air Jumbos.

## Regolamento

### Formula
La competizione prevede che le sette squadre partecipanti prendano parte a una regular season composta da sei round, per un totale di trentasei incontri ciascuna:
- la prima classificata accede direttamente alla finale dei play-off scudetto, giocata al meglio delle cinque gare;
- la seconda e la terza classificata accedono alla semifinale dei play-off scudetto, giocandosi l'accesso in finale al meglio delle tre gare;
- la terza e la quarta classificata, in caso di distacco compreso o inferiore a 3 punti, accedono ai quarti di finale in gara unica.

### Criteri di classifica
Se il risultato finale è stato di 3-0 o 3-1 sono stati assegnati 3 punti alla squadra vincente e 0 a quella sconfitta, se il risultato finale è stato di 3-2 sono stati assegnati 2 punti alla squadra vincente e 1 a quella sconfitta.
L'ordine del posizionamento in classifica è stato definito in base a:
- Punti;
- Numero di partite vinte;
- Ratio dei set vinti/persi;
- Ratio dei punti realizzati/subiti.

## Squadre partecipanti
| Club               | Stagione | Città     | Impianto              | Stagione precedente |
| ------------------ | -------- | --------- | --------------------- | ------------------- |
| Hyundai Skywalkers | Dettagli | Cheonan   | Ryu Gwansun Gymnasium | 3ª in V-League      |
| KB Stars           | Dettagli | Uijeongbu | Uijeongbu Gymnasium   | 6ª in V-League      |
| KEPCO Vixtorm      | Dettagli | Suwon     | Suwon Gymnasium       | 7ª in V-League      |
| Korean Air Jumbos  | Dettagli | Incheon   | Gyeyang Gymnasium     | 2ª in V-League      |
| OK Okman           | Dettagli | Ansan     | Sangnoksu Gymnasium   | 4ª in V-League      |
| Samsung Bluefangs  | Dettagli | Daejeon   | Chungmu Gymnasium     | 5ª in V-League      |
| Woori Card Wibee   | Dettagli | Seul      | Jangchung Gymnasium   | 1ª in V-League      |

## Torneo

### Regular season

#### Risultati
| Primo round |                                        |     |                                   |
|             |                                        |     |                                   |
| 17-10       | Woori Card Wibee - Korean Air Jumbos   | 2-3 | 20-25, 21-25, 25-23, 25-23, 7-15  |
| 18-10       | KEPCO Vixtorm - Samsung Bluefangs      | 2-3 | 26-24, 25-15, 27-29, 17-25, 14-16 |
| 20-10       | Hyundai Skywalkers - Woori Card Wibee  | 3-0 | 25-21, 25-21, 25-19               |
| 21-10       | Korean Air Jumbos - Samsung Bluefangs  | 3-1 | 25-13, 20-25, 25-20, 25-22        |
| 22-10       | OK Okman - KEPCO Vixtorm               | 3-1 | 25-19, 27-25, 19-25, 25-17        |
| 23-10       | Woori Card Wibee - KB Stars            | 1-3 | 27-29, 26-24, 20-25, 18-25        |
| 24-10       | Samsung Bluefangs - Hyundai Skywalkers | 2-3 | 25-20, 23-25, 20-25, 25-23, 11-15 |
| 25-10       | Korean Air Jumbos - OK Okman           | 2-3 | 16-25, 19-25, 25-18, 25-21, 23-25 |
| 27-10       | KB Stars - KEPCO Vixtorm               | 3-1 | 25-22, 16-25, 25-18, 25-13        |
| 28-10       | OK Okman - Hyundai Skywalkers          | 3-1 | 25-23, 25-17, 23-25, 27-25        |
| 29-10       | Woori Card Wibee - Samsung Bluefangs   | 3-0 | 25-19, 25-22, 25-20               |
| 30-10       | KB Stars - Korean Air Jumbos           | 3-1 | 19-25, 25-22, 25-21, 25-19        |
| 31-10       | KEPCO Vixtorm - Hyundai Skywalkers     | 2-3 | 27-29, 25-14, 21-25, 25-23, 15-17 |
| 01-11       | OK Okman - Woori Card Wibee            | 3-2 | 20-25, 25-16, 23-25, 25-16, 22-20 |
| 03-11       | Samsung Bluefangs - KB Stars           | 2-3 | 25-23, 25-21, 22-25, 19-25, 11-15 |
| 04-11       | Hyundai Skywalkers - Korean Air Jumbos | 1-3 | 25-22, 19-25, 22-25, 22-25        |
| 05-11       | KEPCO Vixtorm - Woori Card Wibee       | 0-3 | 22-25, 20-25, 22-25               |
| 06-11       | Samsung Bluefangs - OK Okman           | 2-3 | 25-27, 19-25, 27-25, 32-30, 13-15 |
| 07-11       | KB Stars - Hyundai Skywalkers          | 3-2 | 31-29, 15-25, 25-19, 20-25, 19-17 |
| 08-11       | Korean Air Jumbos - KEPCO Vixtorm      | 3-0 | 27-25, 25-19, 25-23               |
| 10-11       | OK Okman - KB Stars                    | 3-1 | 23-25, 25-23, 25-20, 25-18        |

| Secondo round |                                        |     |                                   |
|               |                                        |     |                                   |
| 11-11         | Korean Air Jumbos - Hyundai Skywalkers | 3-0 | 25-22, 25-18, 25-18               |
| 12-11         | Woori Card Wibee - KEPCO Vixtorm       | 3-2 | 25-22, 23-25, 25-23, 22-25, 15-12 |
| 13-11         | KB Stars - OK Okman                    | 3-1 | 22-25, 25-18, 25-20, 31-29        |
| 14-11         | Hyundai Skywalkers - Samsung Bluefangs | 0-3 | 20-25, 20-25, 18-25               |
| 15-11         | KEPCO Vixtorm - Korean Air Jumbos      | 3-1 | 25-27, 25-18, 25-19, 25-21        |
| 17-11         | Hyundai Skywalkers - OK Okman          | 1-3 | 20-25, 25-27, 26-24, 19-25        |
| 18-11         | KEPCO Vixtorm - KB Stars               | 3-2 | 23-25, 25-22, 27-25, 20-25, 15-12 |
| 19-11         | Samsung Bluefangs - Korean Air Jumbos  | 2-3 | 21-25, 25-18, 11-25, 25-18, 9-15  |
| 20-11         | Woori Card Wibee - OK Okman            | 1-3 | 25-21, 22-25, 23-25, 18-25        |
| 21-11         | Hyundai Skywalkers - KB Stars          | 0-3 | 21-25, 14-25, 32-34               |
| 22-11         | Samsung Bluefangs - KEPCO Vixtorm      | 2-3 | 25-20, 25-18, 24-26, 11-25, 8-15  |
| 24-11         | Korean Air Jumbos - Woori Card Wibee   | 3-1 | 25-22, 16-25, 25-15, 25-23        |
| 25-11         | KB Stars - Samsung Bluefangs           | 3-2 | 25-14, 23-25, 22-25, 25-21, 15-12 |
| 26-11         | KEPCO Vixtorm - OK Okman               | 3-0 | 25-22, 25-22, 25-22               |
| 27-11         | Woori Card Wibee - Hyundai Skywalkers  | 1-3 | 17-25, 25-20, 22-25, 26-28        |
| 28-11         | Korean Air Jumbos - KB Stars           | 1-3 | 25-17, 25-27, 22-25, 18-25        |
| 29-11         | OK Okman - Samsung Bluefangs           | 3-1 | 17-25, 25-16, 25-22, 28-26        |
| 01-12         | KB Stars - Woori Card Wibee            | 0-3 | 20-25, 30-32, 17-25               |
| 02-12         | Hyundai Skywalkers - KEPCO Vixtorm     | 1-3 | 16-25, 25-19, 21-25, 26-28        |
| 03-12         | OK Okman - Korean Air Jumbos           | 1-3 | 18-25, 25-21, 19-25, 17-25        |
| 04-12         | Samsung Bluefangs - Woori Card Wibee   | 0-3 | 21-25, 22-25, 21-25               |

| Terzo round |                                        |     |                                   |
|             |                                        |     |                                   |
| 05-12       | KB Stars - Hyundai Skywalkers          | 3-0 | 25-19, 25-16, 29-27               |
| 06-12       | Korean Air Jumbos - KEPCO Vixtorm      | 3-2 | 27-29, 25-17, 25-21, 20-25, 15-11 |
| 08-12       | Woori Card Wibee - KB Stars            | 3-0 | 25-21, 25-20, 25-19               |
| 09-12       | Korean Air Jumbos - Samsung Bluefangs  | 3-0 | 25-23, 25-23, 26-24               |
| 10-12       | Hyundai Skywalkers - OK Okman          | 1-3 | 28-30, 25-22, 19-25, 22-25        |
| 11-12       | KEPCO Vixtorm - Woori Card Wibee       | 3-2 | 22-25, 13-25, 25-20, 25-21, 15-8  |
| 12-12       | KB Stars - Korean Air Jumbos           | 2-3 | 21-25, 27-25, 23-25, 32-30, 10-15 |
| 13-12       | Samsung Bluefangs - OK Okman           | 2-3 | 17-25, 22-25, 25-21, 25-23, 13-15 |
| 15-12       | KEPCO Vixtorm - Hyundai Skywalkers     | 3-0 | 25-20, 25-22, 25-21               |
| 16-12       | OK Okman - Woori Card Wibee            | 0-3 | 22-25, 25-27, 19-25               |
| 17-12       | Samsung Bluefangs - KB Stars           | 3-0 | 25-22, 25-22, 25-16               |
| 18-12       | Hyundai Skywalkers - Korean Air Jumbos | 1-3 | 23-25, 25-21, 15-25, 17-25        |
| 19-12       | OK Okman - KEPCO Vixtorm               | 3-2 | 25-27, 25-16, 15-25, 25-22, 15-13 |
| 20-12       | Woori Card Wibee - Samsung Bluefangs   | 3-2 | 22-25, 25-21, 25-23, 20-25, 15-10 |
| 22-12       | KB Stars - KEPCO Vixtorm               | 3-0 | 25-21, 25-19, 25-19               |
| 23-12       | Korean Air Jumbos - OK Okman           | 3-2 | 25-18, 21-25, 26-24, 20-25, 16-14 |
| 24-12       | Hyundai Skywalkers - Woori Card Wibee  | 1-3 | 21-25, 25-19, 19-25, 22-25        |
| 25-12       | KEPCO Vixtorm - Samsung Bluefangs      | 3-1 | 25-19, 24-26, 26-24, 25-18        |
| 26-12       | OK Okman - KB Stars                    | 1-3 | 25-23, 18-25, 20-25, 21-25        |
| 27-12       | Korean Air Jumbos - Woori Card Wibee   | 2-3 | 20-25, 23-25, 25-19, 25-23, 14-16 |
| 29-12       | Samsung Bluefangs - Hyundai Skywalkers | 0-3 | 21-25, 27-29, 18-25               |

| Quarto round |                                        |     |                                   |
|              |                                        |     |                                   |
| 30-12        | KB Stars - Woori Card Wibee            | 3-0 | 25-18, 25-22, 25-17               |
| 31-12        | KEPCO Vixtorm - Korean Air Jumbos      | 3-2 | 21-25, 25-21, 32-30, 20-25, 15-13 |
| 01-01        | OK Okman - Samsung Bluefangs           | 3-0 | 25-20, 25-17, 27-25               |
| 05-01        | KB Stars - Samsung Bluefangs           | 2-3 | 14-25, 25-21, 21-25, 25-17, 10-15 |
| 06-01        | Korean Air Jumbos - Hyundai Skywalkers | 2-3 | 25-27, 25-20, 25-23, 25-27, 12-15 |
| 07-01        | Woori Card Wibee - OK Okman            | 3-0 | 25-19, 25-19, 25-16               |
| 08-01        | KEPCO Vixtorm - KB Stars               | 3-0 | 26-24, 25-16, 25-20               |
| 09-01        | Samsung Bluefangs - Korean Air Jumbos  | 1-3 | 13-25, 22-25, 25-22, 19-25        |
| 10-01        | OK Okman - Hyundai Skywalkers          | 3-2 | 22-25, 19-25, 25-21, 25-17, 15-11 |
| 12-01        | Korean Air Jumbos - Woori Card Wibee   | 2-3 | 25-18, 21-25, 26-28, 26-24, 16-18 |
| 13-01        | Hyundai Skywalkers - Samsung Bluefangs | 3-0 | 25-22, 25-23, 25-23               |
| 14-01        | KEPCO Vixtorm - OK Okman               | 2-3 | 23-25, 25-15, 19-25, 25-23, 12-15 |
| 15-01        | Korean Air Jumbos - KB Stars           | 3-2 | 25-16, 21-25, 25-21, 19-25, 15-13 |
| 16-01        | Samsung Bluefangs - Woori Card Wibee   | 0-3 | 20-25, 23-25, 18-25               |
| 17-01        | Hyundai Skywalkers - KEPCO Vixtorm     | 3-2 | 25-22, 22-25, 25-22, 25-27, 17-15 |
| 19-01        | KB Stars - OK Okman                    | 0-3 | 23-25, 23-25, 19-25               |
| 20-01        | Woori Card Wibee - Hyundai Skywalkers  | 2-3 | 25-21, 25-17, 19-25, 18-25, 16-18 |
| 21-01        | Samsung Bluefangs - KEPCO Vixtorm      | 2-3 | 25-22, 19-25, 25-19, 19-25, 24-26 |
| 22-01        | OK Okman - Korean Air Jumbos           | 0-3 | 21-25, 19-25, 24-26               |
| 23-01        | Hyundai Skywalkers - KB Stars          | 2-3 | 20-25, 33-31, 25-21, 22-25, 13-15 |
| 24-01        | Woori Card Wibee - KEPCO Vixtorm       | 0-3 | 21-25, 20-25, 17-25               |

| Quinto round |                                        |     |                                   |
|              |                                        |     |                                   |
| 27-01        | KB Stars - Hyundai Skywalkers          | 3-1 | 25-23, 17-25, 25-20, 25-17        |
| 28-01        | KEPCO Vixtorm - Woori Card Wibee       | 2-3 | 21-25, 27-25, 25-23, 23-25, 13-15 |
| 29-01        | Korean Air Jumbos - Samsung Bluefangs  | 3-1 | 25-18, 25-22, 21-25, 27-25        |
| 30-01        | OK Okman - KB Stars                    | 2-3 | 25-22, 17-25, 23-25, 25-19, 11-15 |
| 31-01        | Hyundai Skywalkers - Woori Card Wibee  | 3-2 | 19-25, 21-25, 27-25, 25-15, 16-14 |
| 02-02        | Samsung Bluefangs - OK Okman           | 1-3 | 25-27, 28-26, 22-25, 18-25        |
| 03-02        | KB Stars - Korean Air Jumbos           | 0-3 | 19-25, 14-25, 17-25               |
| 04-02        | KEPCO Vixtorm - Hyundai Skywalkers     | 0-3 | 19-25, 22-25, 26-28               |
| 05-02        | Woori Card Wibee - Samsung Bluefangs   | 3-0 | 25-22, 25-17, 25-16               |
| 06-02        | Korean Air Jumbos - OK Okman           | 3-2 | 20-25, 20-25, 25-23, 25-17, 15-12 |
| 07-02        | KB Stars - KEPCO Vixtorm               | 1-3 | 19-25, 26-24, 22-25, 17-25        |
| 09-02        | OK Okman - Woori Card Wibee            | 1-3 | 25-23, 19-25, 16-25, 22-25        |
| 10-02        | Samsung Bluefangs - KB Stars           | 0-3 | 16-25, 23-25, 21-25               |
| 11-02        | Korean Air Jumbos - KEPCO Vixtorm      | 1-3 | 24-26, 23-25, 25-17, 23-25        |
| 12-02        | Hyundai Skywalkers - OK Okman          | 3-2 | 25-16, 25-14, 20-25, 20-25, 15-12 |
| 14-02        | KEPCO Vixtorm - Samsung Bluefangs      | 2-3 | 19-25, 25-11, 18-25, 25-23, 13-15 |
| 16-02        | Hyundai Skywalkers - Korean Air Jumbos | 0-3 | 20-25, 20-25, 19-25               |
| 17-02        | Woori Card Wibee - KB Stars            | 3-2 | 25-17, 22-25, 19-25, 26-24, 15-10 |
| 18-02        | OK Okman - KEPCO Vixtorm               | 1-3 | 25-20, 21-25, 15-25, 19-25        |
| 19-02        | Samsung Bluefangs - Hyundai Skywalkers | 0-3 | 24-26, 19-25, 17-25               |
| 20-02        | Woori Card Wibee - Korean Air Jumbos   | 3-0 | 25-16, 25-21, 34-32               |

| Sesto round |                                        |     |                                   |
|             |                                        |     |                                   |
| 21-02       | KB Stars - OK Okman                    | 2-3 | 19-25, 27-25, 25-18, 22-25, 11-15 |
| 11-03       | Samsung Bluefangs - Woori Card Wibee   | 2-3 | 25-22, 17-25, 22-25, 25-20, 9-15  |
| 13-03       | Hyundai Skywalkers - KEPCO Vixtorm     | 2-3 | 19-25, 25-22, 23-25, 25-23, 8-15  |
| 14-03       | Korean Air Jumbos - KB Stars           | 3-0 | 25-17, 25-17, 25-21               |
| 15-03       | OK Okman - Hyundai Skywalkers          | 2-3 | 18-25, 25-23, 25-20, 21-25, 10-15 |
| 17-03       | KEPCO Vixtorm - Korean Air Jumbos      | 0-3 | 19-25, 32-34, 20-25               |
| 18-03       | KB Stars - Samsung Bluefangs           | 3-2 | 25-14, 22-25, 21-25, 25-19, 15-11 |
| 19-03       | Woori Card Wibee - Hyundai Skywalkers  | 3-1 | 25-16, 25-17, 20-25, 25-22        |
| 20-03       | KEPCO Vixtorm - OK Okman               | 3-2 | 21-25, 25-23, 22-25, 25-19, 15-11 |
| 21-03       | Samsung Bluefangs - Korean Air Jumbos  | 0-3 | 23-25, 23-25, 16-25               |
| 22-03       | Hyundai Skywalkers - KB Stars          | 1-3 | 20-25, 23-25, 25-19, 22-25        |
| 23-03       | Woori Card Wibee - OK Okman            | 3-0 | 25-21, 25-22, 25-22               |
| 24-03       | Samsung Bluefangs - KEPCO Vixtorm      | 3-1 | 25-17, 25-20, 17-25, 25-19        |
| 25-03       | Korean Air Jumbos - Hyundai Skywalkers | 3-0 | 33-31, 25-17, 25-17               |
| 26-03       | KB Stars - Woori Card Wibee            | 0-3 | 19-25, 19-25, 19-25               |
| 28-03       | OK Okman - Samsung Bluefangs           | 3-0 | 25-15, 25-21, 25-21               |
| 29-03       | Woori Card Wibee - Korean Air Jumbos   | 1-3 | 25-19, 22-25, 17-25, 22-25        |
| 30-03       | KEPCO Vixtorm - KB Stars               | 3-2 | 23-25, 25-27, 25-21, 25-23, 15-7  |
| 31-03       | Hyundai Skywalkers - Samsung Bluefangs | 3-0 | 25-18, 25-20, 25-23               |
| 01-04       | OK Okman - Korean Air Jumbos           | 1-3 | 21-25, 14-25, 25-22, 19-25        |
| 02-04       | Woori Card Wibee - KEPCO Vixtorm       | 3-0 | 25-13, 25-20, 25-21               |

#### Classifica
| Pos. | Squadra            | Pt | G  | V  | P  | SV | SP | Ratio | PF    | PS    | Ratio |
| ---- | ------------------ | -- | -- | -- | -- | -- | -- | ----- | ----- | ----- | ----- |
| 1    | Korean Air Jumbos  | 76 | 36 | 26 | 10 | 92 | 53 | 1,736 | 3 375 | 3 105 | 1,087 |
| 2    | Woori Card Wibee   | 67 | 36 | 23 | 13 | 84 | 56 | 1,500 | 3 167 | 3 033 | 1,044 |
| 3    | KB Stars           | 58 | 36 | 19 | 17 | 73 | 71 | 1,028 | 3 186 | 3 195 | 0,997 |
| 4    | OK Okman           | 55 | 36 | 19 | 17 | 75 | 75 | 1,000 | 3 314 | 3 343 | 0,991 |
| 5    | KEPCO Vixtorm      | 55 | 36 | 18 | 18 | 75 | 76 | 0,987 | 3 346 | 3 315 | 1,009 |
| 6    | Hyundai Skywalkers | 41 | 36 | 15 | 21 | 63 | 80 | 0,788 | 3 156 | 3 268 | 0,966 |
| 7    | Samsung Bluefangs  | 26 | 36 | 6  | 30 | 46 | 97 | 0,474 | 2 991 | 3 276 | 0,913 |

      Qualificata alla finale play-off scudetto.
      Qualificata alle semifinali play-off scudetto.
      Qualificata ai quarti di finale play-off scudetto.

### Play-off scudetto
|  | Quarti di finale | Quarti di finale | Quarti di finale |                  |   | Semifinali | Semifinali | Semifinali | Semifinali | Semifinali |  |  | Finale | Finale            | Finale | Finale | Finale | Finale | Finale |  |
|  |                  |                  |                  |                  |   |            |            |            |            |            |  |  |        |                   |        |        |        |        |        |  |
|  |                  |                  |                  |                  |   |            |            |            |            |            |  |  | 1      | Korean Air Jumbos | 0      | 3      | 0      | 3      | 3      |  |
|  |                  |                  |                  |                  |   |            |            |            |            |            |  |  | 1      | Korean Air Jumbos | 0      | 3      | 0      | 3      | 3      |  |
|  |                  |                  | 2                | Woori Card Wibee | 3 | 2          | 3          | 0          | 1          |            |  |  |        |                   |        |        |        |        |        |  |
|  |                  |                  |                  | Woori Card Wibee | 3 | 2          | 3          | 0          | 1          |            |  |  |        |                   |        |        |        |        |        |  |
|  |                  |                  |                  |                  |   |            |            |            |            |            |  |  |        |                   |        |        |        |        |        |  |
|  |                  |                  |                  |                  |   |            |            |            |            |            |  |  |        |                   |        |        |        |        |        |  |
|  |                  | 2                | Woori Card Wibee | 3                | 3 |            |            |            |            |            |  |  |        |                   |        |        |        |        |        |  |
|  |                  |                  |                  | 3                | 3 |            |            |            |            |            |  |  |        |                   |        |        |        |        |        |  |
|  |                  |                  | 4                | OK Okman         | 1 | 1          |            |            |            |            |  |  |        |                   |        |        |        |        |        |  |
|  | 3                | KB Stars         | 4                | OK Okman         | 1 | 1          | 1          |            |            |            |  |  |        |                   |        |        |        |        |        |  |
|  | 3                | KB Stars         |                  |                  |   |            |            |            |            |            |  |  |        |                   |        |        |        |        |        |  |
|  | 4                | OK Okman         | 3                |                  |   |            |            |            |            |            |  |  |        |                   |        |        |        |        |        |  |

#### Quarti di finale
| \| Gara 1 \| \| \| \| \| \| \| \| \| \| 04-04 \| KB Stars - OK Okman \| 1-3 \| 20-25, 25-16, 20-25, 19-25 \| |                     |     |                            |
| Gara 1 |                     |     |                            |
| |                     |     |                            |
| 04-04 | KB Stars - OK Okman | 1-3 | 20-25, 25-16, 20-25, 19-25 |

#### Semifinale
| Gara 1 |                             |     |                            |
|        |                             |     |                            |
| 06-04  | Woori Card Wibee - OK Okman | 3-1 | 25-21, 25-18, 23-25, 25-22 |

| Gara 2 |                             |     |                            |
|        |                             |     |                            |
| 07-04  | Woori Card Wibee - OK Okman | 3-1 | 25-21, 18-25, 25-18, 25-22 |

#### Finale
| Gara 1 |                                      |     |                     |
|        |                                      |     |                     |
| 11-04  | Korean Air Jumbos - Woori Card Wibee | 0-3 | 26-28, 22-25, 23-25 |

| Gara 2 |                                      |     |                                   |
|        |                                      |     |                                   |
| 12-04  | Korean Air Jumbos - Woori Card Wibee | 3-2 | 25-20, 27-29, 25-20, 23-25, 15-13 |

| Gara 3 |                                      |     |                     |
|        |                                      |     |                     |
| 14-04  | Woori Card Wibee - Korean Air Jumbos | 3-0 | 26-24, 25-20, 25-19 |

| Gara 4 |                                      |     |                     |
|        |                                      |     |                     |
| 15-04  | Woori Card Wibee - Korean Air Jumbos | 0-3 | 23-25, 19-25, 19-25 |

| \| Gara 5 \| \| \| \| \| \| \| \| \| \| 17-04 \| Korean Air Jumbos - Woori Card Wibee \| 3-1 \| 24-26, 28-26, 27-25, 25-17 \| |                                      |     |                            |
| Gara 5 |                                      |     |                            |
| |                                      |     |                            |
| 17-04 | Korean Air Jumbos - Woori Card Wibee | 3-1 | 24-26, 28-26, 27-25, 25-17 |

## Premi individuali
| Premio                    | Giocatore          | Squadra            |
| ------------------------- | ------------------ | ------------------ |
| MVP della Regular season  | Jung Ji-seok       | Korean Air Jumbos  |
| MVP delle finali play-off | Jung Ji-seok       | Korean Air Jumbos  |
| MVP 1º round              | Noumory Keïta      | KB Stars           |
| MVP 2º round              | Kyle Russell       | KEPCO Vixtorm      |
| MVP 3º round              | Alexandre Ferreira | Woori Card Wibee   |
| MVP 4º round              | Daudi Okello       | Hyundai Skywalkers |
| MVP 5º round              | Alexandre Ferreira | Woori Card Wibee   |
| MVP 6º round              | Yosvany Hernández  | Korean Air Jumbos  |
| Miglior allenatore        | Roberto Santilli   | Korean Air Jumbos  |
| Miglior esordiente        | Kim Seon-ho        | Hyundai Skywalkers |
| Miglior palleggiatore     | Hwang Taek-eui     | KB Stars           |
| Miglior opposto           | Noumory Keïta      | KB Stars           |
| Miglior schiacciatore     | Jung Ji-seok       | Korean Air Jumbos  |
| Miglior schiacciatore     | Alexandre Ferreira | Woori Card Wibee   |
| Miglior centrale          | Shin Yung-suk      | Hyundai Skywalkers |
| Miglior centrale          | Ha Hyeon-yong      | Woori Card Wibee   |
| Miglior libero            | Oh Jae-seong       | KEPCO Vixtorm      |

## Classifica finale
| Pos                      | Squadra            |
| ------------------------ | ------------------ |
| Corea del Sud (bandiera) | Korean Air Jumbos  |
| 2                        | Woori Card Wibee   |
| 3                        | OK Okman           |
| 4                        | KB Stars           |
| 5                        | KEPCO Vixtorm      |
| 6                        | Hyundai Skywalkers |
| 7                        | Samsung Bluefangs  |

## Statistiche
| Rendimento individuale | Rendimento individuale | Rendimento individuale | Rendimento individuale |
| Pos.                   | Nome                   | Punti                  | Squadra                |
| ---------------------- | ---------------------- | ---------------------- | ---------------------- |
| 1                      | Noumory Keïta          | 1 147                  | KB Stars               |
| 2                      | Alexandre Ferreira     | 1 059                  | Woori Card Wibee       |
| 3                      | Kyle Russell           | 898                    | KEPCO Vixtorm          |
| 4                      | Felipe Banderó         | 882                    | OK Okman               |
| 5                      | Daudi Okello           | 790                    | Hyundai Skywalkers     |
| 6                      | Jung Ji-seok           | 722                    | Korean Air Jumbos      |
| 7                      | Na Kyeong-buk          | 639                    | Woori Card Wibee       |
| 8                      | Park Chul-woo          | 596                    | KEPCO Vixtorm          |
| 9                      | Im Dong-hyeok          | 536                    | Korean Air Jumbos      |
| 10                     | Kim Jeong-ho           | 481                    | KB Stars               |

| Attacchi vincenti | Attacchi vincenti  | Attacchi vincenti | Attacchi vincenti  |
| Pos.              | Nome               | Punti             | Squadra            |
| ----------------- | ------------------ | ----------------- | ------------------ |
| 1                 | Noumory Keïta      | 1 039             | KB Stars           |
| 2                 | Alexandre Ferreira | 916               | Woori Card Wibee   |
| 3                 | Kyle Russell       | 725               | KEPCO Vixtorm      |
| 4                 | Felipe Banderó     | 774               | OK Okman           |
| 5                 | Daudi Okello       | 715               | Hyundai Skywalkers |
| 6                 | Jung Ji-seok       | 558               | Korean Air Jumbos  |
| 7                 | Na Kyeong-buk      | 546               | Woori Card Wibee   |
| 8                 | Park Chul-woo      | 517               | KEPCO Vixtorm      |
| 9                 | Im Dong-hyeok      | 462               | Korean Air Jumbos  |
| 10                | Kim Jeong-ho       | 422               | KB Stars           |

| Muri vincenti | Muri vincenti      | Muri vincenti | Muri vincenti      |
| Pos.          | Nome               | Punti         | Squadra            |
| ------------- | ------------------ | ------------- | ------------------ |
| 1             | Ha Hyeon-yong      | 89            | Woori Card Wibee   |
| 2             | Jung Ji-seok       | 83            | Korean Air Jumbos  |
| 3             | Shin Yung-suk      | 81            | KEPCO Vixtorm      |
| 4             | Choi Min-ho        | 77            | Hyundai Skywalkers |
| 5             | Park Sang-ha       | 75            | Samsung Bluefangs  |
| 6             | Jin Sang-houn      | 74            | OK Okman           |
| 7             | Kyle Russell       | 62            | KEPCO Vixtorm      |
| 8             | Alexandre Ferreira | 61            | Woori Card Wibee   |
| 9             | Kim Hong-jung      | 60            | KB Stars           |
| 10            | Jo Jae-Young       | 59            | Korean Air Jumbos  |
| 10            | Park Won-bin       | 59            | OK Okman           |

| Battute vincenti | Battute vincenti   | Battute vincenti | Battute vincenti   |
| Pos.             | Nome               | Punti            | Squadra            |
| ---------------- | ------------------ | ---------------- | ------------------ |
| 1                | Kyle Russell       | 111              | KEPCO Vixtorm      |
| 2                | Alexandre Ferreira | 82               | Woori Card Wibee   |
| 3                | Jung Ji-seok       | 81               | Korean Air Jumbos  |
| 4                | Noumory Keïta      | 68               | KB Stars           |
| 5                | Felipe Banderó     | 53               | OK Okman           |
| 6                | Kim Jeong-ho       | 45               | KB Stars           |
| 7                | Na Kyeong-buk      | 44               | Woori Card Wibee   |
| 8                | Heo Su-bong        | 42               | Hyundai Skywalkers |
| 9                | Hwang Taek-eui     | 37               | KB Stars           |
| 10               | Im Dong-hyeok      | 36               | Korean Air Jumbos  |
| 10               | Yosvany Hernández  | 36               | Korean Air Jumbos  |